# متلازمة ويسلر
متلازمة ويسلر هيَ مرض روماتيزمي له عرض مشابه للإنتان (تعفن الدم). يعتبر في بعض الأحيان مرتبطًا ارتباطًا وثيقًا بمرض ستيل. سميت باسم جويدو فانكوني وهانز ويسلر،  وصفت لأول مرة من قبل ويسلر في عام 1944 وفانكوني في عام 1946. ملاحظات فردية من قبل العالم إ. أوسي في عام 1943 («فيبريس ماكولوسا إنترميتنز»)، فيكو في عام 1929 ونواك في عام 1942.

## علامات وأعراض
مجمع أعراض يتميز بالسمات السريرية لحمى متقطعة عالية من النوع الإنتاني، طفح جلدي متكرر باستمرار، ألم مفصلي عابر، التهاب القلب
ذات الجنب، زيادة عدد الكريات البيضاء العدلات، وزيادة معدل ترسيب كرات الدم الحمراء.

## اسباب
المسببات غير مؤكدة، اقترح ويسلر رد فعل تحسسي لتجرثم الدم كعامل ممرض.

## علم الأوبئة
الأطفال والمراهقون هم الأكثر تضررًا. وتراوح العمر في الحالات المبلغ عنها بين 5 سنوات و17 سنة.